# Antoine Borel
Antoine Borel (* 1885; † 26. Oktober 1968) war ein Schweizer Politiker der Liberalen Partei der Schweiz (LPS), der unter anderem drei Mal (1929 bis 1930, 1933 bis 1934, 1938 bis 1939) Präsident des Staatsrates des Kantons Neuenburg war.

## Leben
Antoine Borel wurde für die Liberale Partei der Schweiz (LPS) am 19. April 1925	Mitglied des Staatsrates des Kantons Neuenburg, der Regierung dieses Kantons, und gehörte dieser bis zum 11. Januar 1942 an. Während seiner Mitgliedschaft im Staatsrat fungierte er drei Mal als Präsident und damit als Vorsteher der Kantonsregierung. Als Nachfolger von Henri Calame wurde er 1928 erstmals Präsident und bekleidete diese Funktion bis 1929, woraufhin Ernest Béguin ihn ablöste. Als Nachfolger von Alfred Clottu fungierte er zwischen 1933 und seiner erneuten Ablösung durch Ernest Béguin 1934 zum zweiten Mal als Präsident. Zuletzt übernahm er von Jean Humbert-Droz 1938 noch einmal das Amt des Präsidenten des Ständerates und behielt dieses nunmehr bis 1939, woraufhin abermals Ernest Béguin seine Nachfolge antrat.